# Shadowlands
Shadowlands är en biografisk dramafilm från 1993, i regi av Richard Attenborough. Filmen handlar om författaren C.S. Lewis kärleksaffär med den amerikanska poeten Joy Davidman. Filmen är en nyinspelning av en TV-film från 1985. Shadowlands skrevs av William Nicholson och har även gjorts som pjäs. I huvudrollerna som C.S. Lewis och Joy Davidman ses Anthony Hopkins och Debra Winger.

## Handling
Under 1950-talet möter den reserverade, medelålders akademikern och författaren C.S. Lewis den gifta amerikanska poeten Joy Davidman Gresham, som är på besök i England. Ett möte som kommer att få stor betydelse för dem båda och leder såväl till passion som till existentiella frågor.

## Rollista (i urval)
- Anthony Hopkins - C.S. "Jack" Lewis
- Debra Winger - Joy Davidman
- Edward Hardwicke - Warren "Warnie" Lewis
- Joseph Mazzello - Douglas Gresham
- James Frain - Peter Whistler
- Julian Fellowes - Desmond Arding
- Michael Denison - Harry Harrington
- John Wood - Christopher Riley
- Peter Firth - Dr. Craig
- Roger Ashton-Griffiths - Dr. Eddie Monk
- Roddy Maude-Roxby - Arnold Dopliss
- Andrew Seear - Bob Chafer
- Tim McMullan - Nick Farrell
- Andrew Hawkins - Rupert Parrish
- Leigh Burton-Gill - Mrs. Parrish
- Robert Flemyng - Claude Bird
- Toby Whithouse - Frith
- Daniel Goode - Lieven
- Scott Handy - Standish
- Charles Simon - Barker
- Giles Oldershaw - Marcus
- Simon Cowell-Parker - John Egan
- Pat Keen - Mrs. Young
- Walter Sparrow - Fred Paxford
- Julian Firth - Fader John Fisher
- Matthew Delamere - Simon Chadwick